# 近衛道嗣
近衛 道嗣（このえ みちつぐ）は、南北朝時代の公卿。関白・近衛基嗣と家女房の子。近衛家10代当主。

## 経歴
暦応元/延元3年従三位• 内大臣。右大臣、左大臣を経て康安元/正平16年関白・藤氏長者となる。号は後深心院。日記に『愚管記』があり、その中で足利義詮執奏の勅撰集『新拾遺和歌集』を衆人同意の勅撰集ではないと記し、義詮を批判している。『実冬公記』（三条実冬の日記）には、道嗣が足利義満とは昵懇であったが気遣いも多く、それが病を招き死に至ったとあり、詩歌はその道に達するほどではなかったが、当代においては数寄人と評され、その死は義満を落胆させたとの記述もみえる。なお二条良基選『菟玖波集』に漢文の序を寄せており、互いの親交がうかがわれる。
天授4年9月8日、『愚管記』にハレー彗星の観測を記録している。同10月15日、北朝は尊道入道親王を宮中に召し、五壇法を修して彗星の災いを祓う祈祷を行わせた。
蹴鞠の名手としても名を馳せた。

## 系譜
- 父：近衛基嗣
- 母：藤井嗣実の娘
- 正室：洞院実夏の養女 - 洞院実世の娘
  - 男子：近衛兼嗣
- 生母不明の子女
  - 男子：慈弁 - 天台座主第144世
  - 男子：良昭
  - 男子：日秀 - 玉洞妙院、本満寺開基

## 官職歴
- 建武4年10月8日（1337年11月1日） - 暦応元年10月19日（1338年12月1日） 右近衛少将
- 暦応元年10月19日（1338年12月1日） - 康永3年7月29日（1344年9月6日） 右近衛中将
- 暦応2年正月13日（1339年2月22日） - 暦応4年12月21日（1342年1月28日） 播磨権守
- 暦応4年12月21日（1342年1月28日） - 康永3年7月29日（1344年9月6日） 権中納言
- 康永3年7月29日（1344年9月6日） - 貞和3年9月16日（1347年10月20日） 権大納言
- 貞和2年10月16日（1346年11月29日） - 貞和4年4月28日（1348年5月26日） 右近衛大将
- 貞和3年9月16日（1347年10月20日） - 貞和5年9月13日（1349年10月25日） 内大臣
- 貞和4年4月28日（1348年5月26日） - 貞和4年8月12日（1348年9月5日） 左近衛大将
- 貞和4年10月27日（1348年11月18日） - 観応3年2月20日（1352年3月6日） 東宮傅（直仁親王）
- 貞和5年9月13日（1349年10月25日） - 延文5年9月30日（1360年11月9日） 右大臣
- 延文5年9月30日（1360年11月9日） - 貞治元年10月4日（1362年10月22日） 左大臣
- 康安元年11月19日（1361年12月16日） - 貞治2年6月16日（1363年7月27日） 関白

## 位階歴
- 建武4年8月25日（1337年9月20日） 正五位下
- 建武4年12月24日（1338年1月15日） 従四位下
- 建武5年正月5日（1338年1月26日） 正四位下
- 暦応元年10月19日（1338年12月1日） 従三位
- 康永2年正月5日（1343年1月31日） 正三位
- 貞和2年（1346年）? 従二位
- 貞和4年4月12日（1348年5月10日） 正二位
- 文和4年8月13日（1355年9月19日） 従一位